# Wellington—Huron
Pour les articles homonymes, voir Wellington (homonymie) et Huron (homonymie).
Wellington—Huron fut une circonscription électorale fédérale de l'Ontario, représentée de 1953 à 1968.
La circonscription de Wellington—Huron a été créée en 1952 d'une partie d'Huron-Nord, Wellington-Nord et Wellington-Sud. Abolie en 1966, elle fut redistribuée parmi Huron et Wellington—Grey.

## Géographie
En 1952, la circonscription de Wellington—Huron comprenait:
- Dans le comté de Wellington
  - Les cantons d'Arthur, Garafraxa West, Maryborough, Minto, Nichol, Peel et West Luther
  - Les villes de Mount Forest et de Palmerston
- Dans le comté de Huron
  - Les cantons d'Howick et de Turnberry
- La ville de Wingham

## Députés
1. 1953-1968 — William Marvin Howe, PC

- PC = Parti progressiste-conservateur